# Der Wille zum Glück
Der Wille zum Glück ist eine frühe Erzählung von Thomas Mann. Sie wurde erstmals im Simplicissimus, Jg. 1, Nr. 21–23 (22. August, 29. August und 5. September 1896) veröffentlicht. Die erste Buchveröffentlichung erfolgte 1898 in Der kleine Herr Friedemann. Novellen (= Collection Fischer VI). 1958 wurde Der Wille zum Glück in die Stockholmer Gesamtausgabe der Werke Thomas Manns aufgenommen.

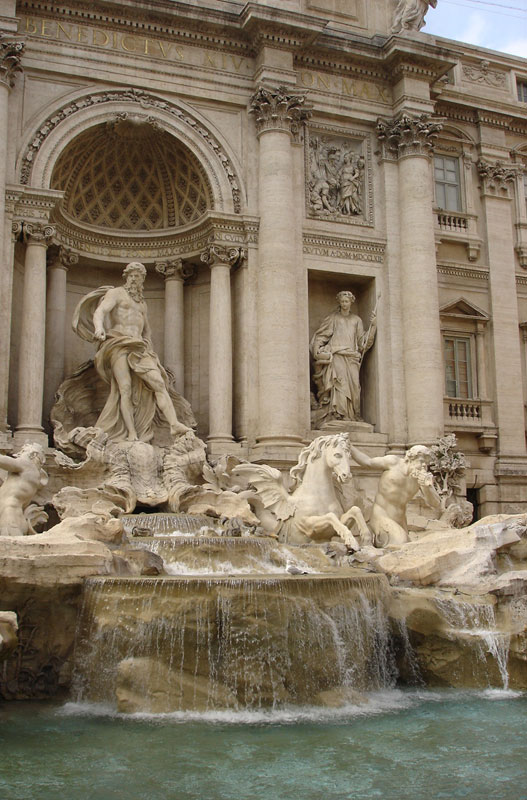
Trevi-Brunnen

## Inhalt
Paolo Hofmann, ein Jugendfreund des Ich-Erzählers, ist schwer herzkrank. Als sich der junge Maler in Ada von Stein, eine bildschöne, reiche jüdische junge Dame, verliebt, versagt ihm deren Vater die Hand seiner Tochter, da er auf ihr dauerndes Glück bedacht ist. Hofmann verlässt daraufhin München, den Wohnort der Familie von Stein, und geht auf Reisen – offenbar, um irgendwo einsam zu sterben. Fünf Jahre lang erhält der Erzähler keine Nachricht von ihm – aber er erhält auch keine Todesanzeige! Dann begegnet er ihm zufällig in Rom und kann endlich die Botschaft ausrichten, die er seit Paolos Abreise mit sich herumgetragen hat: Baronesse Ada hat ihn beauftragt, seinem Freund zu sagen, dass sie niemals einem anderen Mann ihr Jawort erteilen werde. Einige Wochen verbringen die beiden Freunde miteinander in Rom, dann trifft der Erzähler Paolo eines Morgens beim Packen an: Er hat einen Brief des Barons von Stein erhalten, in dem dieser seinen vor fünf Jahren gefällten Entschluss zurücknimmt, nachdem er sich von der andauernden Neigung Adas für Paolo überzeugen konnte – diese hat die Hand eines anderen Bewerbers ausgeschlagen, der dem Schwiegervater hochwillkommen gewesen wäre. Paolo macht noch einen letzten Rundgang durch Rom mit seinem Bekannten. Sie verweilen länger vor der Fontana di Trevi, und der Erzähler reicht Paolo ein Reiseglas, damit dieser vom Wasser des Brunnens trinken kann. Doch in dem Moment, als der das Glas an die Lippen setzt, flammt der ganze Himmel auf. Das Glas zerspringt am Brunnenrand, ohne dass Paolo getrunken hätte. – Was bleibt zu berichten? Der Erzähler erklärt lapidar, Paolo sei am Morgen nach der Hochzeitsnacht, beinahe noch in der Hochzeitsnacht selbst, gestorben. Nur sein Drang, sein Glück, die Vereinigung des Kranken mit dem Gesunden, durchzusetzen, habe ihn so lang am Leben erhalten. Doch auch im Gesicht der Braut und jungen Witwe sei beim Begräbnis nichts als Triumph zu lesen gewesen.